# Carposina adreptella
Carposina adreptella is een vlinder uit de familie van de Carposinidae. De wetenschappelijke naam van de soort is voor het eerst geldig gepubliceerd in 1864 door Walker.